# Meftah
Pour les articles homonymes, voir Meftah (homonymie).
Meftah (en arabe : مفتاح,  :   anciennement Rivet pendant la colonisation française, Bakalem à l'époque ottomane), est une commune de la wilaya de Blida en Algérie.

## Géographie

### Localisation
La commune de Meftah est située à environ 41 km au nord-est de la ville de Blida. Même si elle fait administrativement partie de cette Wilaya, elle est plus proche des chefs lieux des wilayas d'Alger qui est à 25 km au nord-ouest, et de Boumerdes situé à 35 km au nord-est. La commune de Meftah est donc localisée entre les limites des wilaya de Blida, d'Alger et de Boumerdes.
| Les Eucalyptus (Wilaya d'Alger) | Dar El Beïda (Wilaya d'Alger) | Hammadi (Wilaya de Boumerdès)           |
| Larbaa                          | Meftah                        | Khemis El Khechna (Wilaya de Boumerdès) |
| Larbaa                          | Djebabra                      | Djebabra                                |

### Localités de la commune
Lors du découpage administratif de 1984, la commune de Meftah est constituée à partir des localités suivantes :
- Meftah
- Trakias
- El Mahada
- Ouled Hanèche
- Souakria
- Sraïdjia
- Bergoug
- Sidi Hamed
- Saf Saf1
- Saf Saf2
- Lamamir
- Ouled Saf
- El Ksar
- Zayane
- Ouled Saïd
- El Bor
- Kalafta
- El Moïtsa
- Souadia
- Mohamed Fenniche/Si Bouzid
- 176 logements
- 400 logements
- 500 logements
- 150 logements

### Relief et hydrologie
Meftah est située à l'extrême nord-est de la Wilaya de Blida, la ville a une altitude avoisinant les 100 mètres.
La montagne de Djebel Zerouala traverse le Sud de la commune et son plus haut point culmine à 500 mètres environ.
Meftah qui est située dans la région de la Mitidja possède une terre très riche qui lui permet d'exercer l'agriculture sous plusieurs formes, on y trouve surtout des agrumes.

### Climat
Meftah possède un climat méditerranéen caractérisé par un été très sec et doux, et un hiver pluvieux et frais.
Les précipitations se caractérisent souvent en averses accompagnées parfois de grêle (Surtout en hiver), et parfois il y a des chutes de neige bien que rares en raison de la basse altitude caractérisant la commune (Moins de 500 mètres).
Pendant l'été, le temps est beaucoup plus sec et chaud, avec de très rares orages, et caractérisé par de fortes chaleurs provoqués par des vents du sud ouest appelés Scirocco. La température dépassant souvent les 40 degrés a l'ombre provoque des incendies sur les hauteurs.
| Mois                                | jan. | fév. | mars | avril | mai  | juin | jui. | août | sep. | oct. | nov. | déc. | année |
| ----------------------------------- | ---- | ---- | ---- | ----- | ---- | ---- | ---- | ---- | ---- | ---- | ---- | ---- | ----- |
| Température minimale moyenne (°C)   | 3    | 3    | 6    | 8     | 11   | 15   | 17   | 19   | 14   | 11   | 9    | 7    | 9,1   |
| Température moyenne (°C)            | 8    | 9    | 11   | 18    | 20   | 28   | 32   | 32   | 27   | 21   | 18   | 12   |       |
| Température maximale moyenne (°C)   | 13   | 15   | 18   | 22    | 24   | 31   | 35   | 38   | 30   | 23   | 23   | 16   | 23,4  |
| Record de froid (°C)                | −11  | −8   | −5   | 3,8   | 3,8  | 9,4  | 13,4 | 13,8 | 11,6 | 7,2  | −4   | −10  | −10   |
| Record de chaleur (°C)              | 24,4 | 30   | 28,8 | 37,2  | 41,2 | 44,6 | 41,1 | 47,2 | 44,4 | 37,7 | 32,4 | 29,1 | 48    |
| Précipitations (mm)                 | 130  | 105  | 84   | 51    | 46   | 15   | 1    | 3    | 31   | 79   | 108  | 121  | 764   |
| Nombre de jours avec précipitations | 18   | 12   | 9    | 8     | 5    | 2    | 2    | 2    | 3,2  | 6    | 10   | 16   | 100   |

| Diagramme climatique                                  |        |       |       |        |      |       |       |        |        |        |        |
| J                                                     | F      | M     | A     | M      | J    | J     | A     | S      | O      | N      | D      |
| 133130                                                | 153105 | 18684 | 22851 | 241146 | 3115 | 35171 | 38193 | 301431 | 231179 | 239108 | 167121 |
| Moyennes : • Temp. maxi et mini °C • Précipitation mm |        |       |       |        |      |       |       |        |        |        |        |

## Risques naturels

### Incendies
Meftah possède une flore variée que ce soit dans les plaines ou sur les hauteurs; et en été, les risques d'incendies sont élevés puisque sur les hauteurs, on trouve une forêt couvrant une zone de plusieurs hectares.

### Séismes
Étant donné que la localité se situe dans le nord de l'Algérie la ville se trouve dans une zone à forte sismicité. La ville fut frappée souvent par des séismes de faible intensité. Le séisme le plus important a été celui du 21 mai 2003 qui s'est produit à Boumerdès.

## Histoire
À l'époque de la colonisation française, le comte Guyot, pour réaliser son programme de colonisation de la bordure de l'Atlas, avait projeté dès 1845 de créer un centre entre le Fondouk et L'Arba, au lieu-dit le Maraboutine, non loin de l'Haouch Khadra. Mais l'insuffisance de crédits pour l'acquisition des terres nécessaires à la constitution de son territoire retarda de onze ans son projet.
En 1856, la ville est nommée Rivet et fait partie du département d'Alger. Par décret du 23 mars 1880, le village a été érigé en commune de plein exercice d'une superficie de sept mille cent quarante-cinq hectares.
En 1956, durant la guerre d'Algérie, le village est envahi par les miliciens français qui assassinent quarante Algériens. Le quartier de Souakria a été le théâtre d'une bataille entre faction de l'ALN commandée par Yahia Boushaki, le 28 décembre 1960.
Après l'indépendance de l'Algérie, elle prend le nom de Meftah en hommage au combattant de la guerre d'indépendance: Si Meftah.

## Économie
Située au cœur de la Mitidja, c'est une ville avant tout agricole. Quant à l'industrie, la commune est connue notamment par sa cimenterie SCMI SPA et par le fait qu'elle abrite le siège du Groupe industriel des ciments d'Algérie (GICA).
Avec l'expansion urbaine continue que connait la commune de Meftah, notamment depuis les années 2000, l'activité commerciale prend son essor avec l'érection de grands magasins. Un grand centre commercial était également en cours de réalisation, avant que les travaux ne soient interrompus en raison d'un litige relatif au terrain de construction.
La ville abrite de nombreux commerces de proximité, des artisans et des professionnels.